# Assexualidade cinza

Bandeira da cinza-assexualidade.

Assexualidade cinza, cinza-assexualidade ou, por vezes, semissexualidade é o espectro entre a assexualidade estrita e as alossexualidades. Entre as pessoas que se identificam como cinza-assexuais podem incluir, mas não se limitam àquelas que:
- experimentam a atração sexual em períodos: às vezes a sentem e às vezes não;
- sentem atração sexual, mas de forma fraca;
- pessoas que sentem atração sexual, mas apenas sob circunstâncias e/ou condições muito limitadas e específicas.

Algumas também se identificam como pertecentes à área cinza por experienciarem atração regularmente, mas sem que haja uma vontade real de fazer sexo.

## Comunidades e termos

O triângulo da AVEN (Asexual Visibility and Education Network) retrata a área cinza como um espectro entre branco e preto.

Embora sejam relativamente pequenas, existem muitas comunidades online de assexuais, tais como a Asexual Visibility and Education Network (AVEN), maior e mais conhecida comunidade assexual do mundo, ou as brasileiras Comunidade Assexual e Assexualidade Brasil; que dão aos assexuais e cinza-assexuais locais para debater e compreender suas sexualidades e espectros.
É também na internet que nascem os termos adotados por pessoas que se identificam como assexuais da área cinza, são alguns deles:
- cinz’assexuais, cinza-assexuais;[5]

- grayssexuais, gray-assexuais, gray-a, gray-ace ou grace;[10][3]
- greyssexuais, grey-assexuais ou grey-a;[11][12][13]

- grissexuais (do/no espanhol),[14] e por vezes,
- assexuais não-estritos.[15]

## Espectros

Entre a homossexualidade estrita (topo à esquerda), heterossexualidade estrita (topo à direita), bissexualidade (topo central) e assexualidade estrita (canto inferior) existe uma grande diversidade sexual.

A área cinza engloba vários espectros de sexualidade, ou microidentidades (micro no sentido comunitário ou demográfico), que são subclassificações ou ramificações difundidas dentro da comunidade cinza-assexual.
Alguns dos espectros cinza-assexuais:
- Demissexualidade: pessoas que apresentam como condição ao surgimento de atração, seja sexual ou romântica, a formação de uma conexão emocional profunda com alguém;[18][19]
- Dellosexualidade: pessoas multissexuais que experienciam atração como na demissexualidade pra um dos gêneros no qual sente atração, enquanto pra outro(s) gênero(s) experienciam de forma alo.[20]
- Fraissexualidade: pessoas que apresentam como condição ao surgimento de atração, seja sexual ou romântica, o não desenvolvimento de uma conexão emocional profunda, isto é, o oposto de demi.[21][22][23]
- Noetissexualidade: pessoas que apresentam como condição ao surgimento de atração, seja sexual ou romântica, a mentalidade e/ou personalidade;[24][25]
- Sapiossexualidade: pessoas que apresentam como condição ao surgimento de atração, seja sexual ou romântica, puramente a inteligência;[26]
- Abrossexualidade ou assexualidade fluida: pessoas que apresentam fluidez entre sentir, não sentir e sentir parcialmente a atração, seja sexual ou romântica, ou fluir identitariamente entre espectros;[27][28][29][30][31]
- Litossexualidade ou akoissexualidade: pessoas que tem como condição para desenvolver atração, seja sexual ou romântica, o fato de não serem correspondidas ou somente por pessoas desconhecidas;[32][33]
- Reciprossexualidade: pessoas que tem como condição para desenvolver atração, seja sexual ou romântica, o fato de saber que são correspondidas, isto é, o oposto de lito;[34][35]
- Aegossexualidade: pessoas que não sentem atração sexual, mas gosta de atividades relacionadas à atração sem que ela esteja participando/envolvida. Alguém desse aspecto prefere ver, seja em situação de voyerismo ou em pornografia, ou fantasiar o ato sexual;[36][37]
- Caligossexualidade: pessoas que sentem a atração sexual de forma muito vaga ou fraca e podem ignorá-la ou não;[38][39]
- Âmicussexualidade: pessoas que sentem atração, seja sexual ou romântica, somente se houver um grau amizade;[40][37]
- Placiossexualidade: referida como sendo um espectro onde um indivíduo sente pouco ou nenhum desejo de receber atos sexuais, isto é, estar como passivo em uma relação, mas expressa interesse em performar eles em alguém, ou seja, estar na posição de ativo;[41]
- Iamvanossexualidade ou lamvanossexualidade: referida como sendo um espectro onde um indivíduo sente pouco ou nenhum desejo de performar atividades sexuais, isto é, estar como ativo em uma relação, mas expressa interesse em receber elas de alguém, ou seja, estar na posição de passivo;[42]
- Ensenissexualidade: pessoas que experimentam atração sexual apenas quando estão sob emoções, que podem incluir tédio, tristeza, ansiedade, medo, raiva, ciúme, humilhação, compaixão, alegria etc.[43]
- Quoissexualidade: pessoas que não sabem precisamente o que é atração sexual, acham o conceito de atração sexual ser inaplicável ou inacessível a si próprios, apresentam uma incredulidade ou uma questionância persistente perante ao espectro assexual;[44][45][46]
- Requissexualidade ou requiessexualidade: pessoas que sentem pouca, limitada ou nenhuma atração sexual por causa de uma exaustão emocional.[47][48]Os espectros da sexualidade humana: a assexualidade estrita na ponta esquerda, a área cinza entre os dois extremos e, na ponta direita, o espectro alossexual, que também é representado pelo arco-íris.

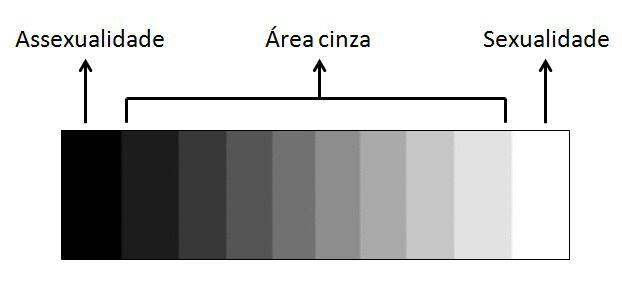
Os espectros da sexualidade humana: a assexualidade estrita na ponta esquerda, a área cinza entre os dois extremos e, na ponta direita, o espectro alossexual, que também é representado pelo arco-íris.

Muito embora os espectros da área cinza não levem em conta as orientações sexual e/ou romântica como condicionantes à atração experimentada pelos mesmos, é comum que pessoas grace (isto é, pessoas que se identificam em espectros da área cinza) se identifiquem com alguma.
Embora possa se assemelhar aos espectros da área cinza, a síndrome do desejo sexual hipoativo, ou hipossexualidade, é um termo médico que descreve a perda progressiva da vontade sexual, e que pode surgir tanto em pessoas alo quanto graces, e para qual existe tratamento hormonal e/ou psicológico.

## As partes da sexualidade
Aqui, precisamos definir que a sexualidade humana se divide, a princípio, em 5 partes:
Sexualidade: representa o conjunto de comportamentos que concernem à satisfação da necessidade e do desejo sexual e/ou romântico.
Sexo biológico: este é o conjunto de características estruturais e funcionais segundo os quais um ser vivo é classificado como macho ou fêmea, com alguns indivíduos sendo classificados como intersexo;
Identidade de gênero: se refere ao gênero com que alguém se identifica, isto é, se ela se identifica como um homem, uma mulher ou pessoa não-binaria;
Orientação sexual: indica por qual, ou quais, sexo e/ou gênero alguém se sente atraído física/sexualmente (hétero, homo, pan etc.);
Orientação romântica: esta é uma partição consideravelmente recente da sexualidade, ela indica por qual, ou quais, sexo e/ou gênero alguém se sente atraído romanticamente (hétero, homo, pan etc.), este termo é utilizado lado-a-lado, embora independente, com o orientação sexual, e baseia-se na perspectiva de que a atração sexual é apenas um dentre os componentes da sexualidade humana.
Em vista dessa diferenciação, se estabelece que alguém pode se identificar com um espectro da área cinza, e como hétero, homo, bi etc. ao mesmo tempo. Tal rotulação é relevante para reconhecer e/ou complementar uma identidade, identificando as relações que venham a desejar seguir. A combinação de rótulos também ajudam na comunicação de uma identidade a outros, assim:
- alguém que se identifique como hétero demissexual está expressando sua sexualidade como demi com orientação sexual e romântica exclusiva ao sexo oposto; ou
- alguém que se identifique como homo noetissexual está expressando sua sexualidade como noeti com orientação sexual e romântica exclusiva ao mesmo sexo.
- alguém que se identifique como macho não-binário hétero fraissexual e homo demissexual está expressando
  - seu sexo biológico como macho;
  - identidade de gênero como não-binário;
  - orientação sexual como fraissexual orientada ao sexo oposto;
  - e orientação romântica como demi orientada ao mesmo sexo.

E assim por diante com outros rótulos (bi, pan etc.) e espectros. Demonstrando deste modo a complexidade e variedade da sexualidade humana.

## Estudos
A assexualidade, como um todo, é, no geral, nova dentro do meio acadêmico e do debate público.
Não obstante, a cinza-assexualidade (assexualidade cinza, gray-assexualidade) é tida como uma identidade sexual indefinível, por não especificar necessariamente para qual gênero alguém grace direciona sua atração, assim como também ocorre com a assexualidade estrita.
Segundo alguns estudos, a área cinza também implica a existência da alossexualidade (ou zedsexualidade), o que traz ao debate acadêmico o questionamento sobre qual seria uma sexualidade “padrão” e quais os níveis de atração seriam “regulares”. Por vezes, há até certas ideias generalizantes como a de que todos (alos, aces e graces) estariam dentro da área cinza; ou como a da inexistência da monossexualidade.
Independente disso, muitas pesquisas apontam que a sexualidade é fluida, complexa e diversa, e, portanto, a não restrição identitária aos cantos restritos das orientações sexuais e/ou afetivas é tão saudável e natural quanto qualquer outra vivência cuja autoidentificação é estável.